# 11280 Sakurai
11280 Sakurai (1989 TY10) là một tiểu hành tinh vành đai chính được phát hiện ngày 9 tháng 10 năm 1989 bởi M. Yanai và K. Watanabe ở Kitami.